# Ptilinopus perousii
Ptilinopus perousii е вид птица от семейство Гълъбови (Columbidae).

## Разпространение
Видът е разпространен в Американска Самоа, Самоа, Тонга и Фиджи.